# Долгосрочная поддержка программного обеспечения
 Долгосрочная поддержка (англ. Long term support, LTS, часто Extended-support release, ESR) — это часть жизненного цикла программного обеспечения (ПО), которая означает, что стабильный релиз будет поддерживаться долгое время и будет считаться стандартной версией к распространению. Термин обычно применяется к открытому ПО.
Краткосрочная поддержка (Short term support) — обратный термин, разделяющий выпуск ПО. Краткосрочная поддержка имеет сравнительно меньший срок жизненного цикла и может включать в себя функции, которые невозможно добавить в LTS из-за их возможной нестабильности.

## Описание
В LTS важен принцип надёжности при разработке. LTS увеличивает период сопровождения ПО, также меняя тип патчей и частоту их выхода, так как преследуются цели уменьшения рисков, стоимости и количества срывов сроков развёртывания. Однако это не обязательно означает и техническую поддержку.
В начале периода LTS разработчик вынужден заморозить выпуск новых функций, выпуская при этом корректировки ошибок и закрывая уязвимости. Однако остановка выпуска новых функций может вызвать устаревание ПО. Ведущий программист может либо выпускать патчи отдельно, либо делать это в основной релиз, точечный релиз или в виде пакетов обновления. В конце срока продукт либо достигает конца жизненного цикла, либо получает ещё поддержку, часто только в виде патчей, закрывающих критические уязвимости.

## Примеры
- Mozilla Firefox имеет ESR релизы, обновляющиеся раз в год[1].
- Ядро Linux имеет срок LTS 2 года, однако старые LTS-релизы поддерживаются 6 лет (например, версия 3.16)[2].
- Java имеет восьмилетний срок поддержки с релизов 11[3] и 17[4].
- Windows 10 имеет ветку LTSC, которая поддерживается 10 лет, хотя и выпускается раз в 2-3 года.
- Ubuntu каждые 2 года выпускает ветку LTS, которые поддерживаются ещё 5 лет (для 18.04 — 10 лет)[5][6].